# Chance no Junban
«Chance no Junban» (яп. チャンスの順番 Тянсу но дзюмбан, «Порядок везения») — 19-й сингл японской идол-группы AKB48. Вышел в Японии 8 декабря 2010 года на лейбле King Records.

## История
В июле было объявлено, что сембацу 19-го сингла будет определено в турнире по камню-ножницам-бумаге между участницами. Турнир состоялся в сентябре. Всего участвовал 51 человек из групп AKB48. (Девушки из SKE48 не участвовали.) Турнир состоялся в Будокане 21 сентября. Турнир выиграла Маюми Утида, получив право стать центром в этом сингле (девушкой, которая находится по центру в хореографии к этому синглу, т. е. при выступлениях на сцене). Занявшие первые 16 мест (вышедшие во второй круг) составили сембацу. Первые 12 стали так называемым медиа сембацу.

## Коммерческий успех
В первый день «Chance no Junban» продался в 471 тысяче экземпляров и возглавил список Орикона за день.
Сингл был сертифицирован платиновым Японской ассоциацией звукозаписывающих компаний (RIAJ) (сертификат даётся за объём физических поставок сингла в магазины).

## Список композиций
Сингл был издан в 4-x версиях — Type A (CD+DVD), Type K (CD+DVD), Type B (CD+DVD) и в театральном издании (яп. 劇場盤) (CD).

### Type A
Все тексты написаны Ясуси Акимото.
| №  | Название                                           | Музыка          | Длительность |
| -- | -------------------------------------------------- | --------------- | ------------ |
| 1. | «Chance no Junban» (チャンスの順番)                | Юко Кониси      | 4:19         |
| 2. | «Yoyakushita Christmas» (予約したクリスマス)       | Цукаса Накагава | 4:13         |
| 3. | «Kurumi to Dialogue» (胡桃とダイアローグ / Team A) | PJ              | 3:20         |
| 4. | «Chance no Junban» (Off Vocal Ver.)                | Кониси          | 4:19         |
| 5. | «Yoyakushita Christmas» (Off Vocal Ver.)           | Накагава        | 4:13         |
| 6. | «Kurumi to Dialogue» (Off Vocal Ver.)              | PJ              | 3:20         |

### Type K
| №  | Название                                 | Музыка          | Длительность |
| -- | ---------------------------------------- | --------------- | ------------ |
| 1. | «Chance no Junban»                       | Юко Кониси      | 4:19         |
| 2. | «Yoyakushita Christmas»                  | Цукаса Накагава | 4:13         |
| 3. | «ALIVE / Team K»                         | Ё Ямадзаки      | 3:53         |
| 4. | «Chance no Junban» (Off Vocal Ver.)      | Кониси          | 4:19         |
| 5. | «Yoyakushita Christmas» (Off Vocal Ver.) | Накагава        | 4:13         |
| 6. | «Alive» (Off Vocal Ver.)                 | Ямадзаки        | 3:53         |

### Type B
| №  | Название                                 | Музыка          | Длительность |
| -- | ---------------------------------------- | --------------- | ------------ |
| 1. | «Chance no Junban»                       | Юко Кониси      | 4:19         |
| 2. | «Yoyakushita Christmas»                  | Цукаса Накагава | 4:13         |
| 3. | «Love Jump» (ラブ・ジャンプ / Team B)    | Фумики Икэма    | 3:20         |
| 4. | «Chance no Junban» (Off Vocal Ver.)      | Кониси          | 4:19         |
| 5. | «Yoyakushita Christmas» (Off Vocal Ver.) | Накагава        | 4:13         |
| 6. | «Love Jump» (Off Vocal Ver.)             | Икэма           | 3:20         |

### Театральное издание
| №  | Название                                          | Музыка          | Длительность |
| -- | ------------------------------------------------- | --------------- | ------------ |
| 1. | «Chance no Junban»                                | Юко Кониси      | 4:19         |
| 2. | «Yoyakushita Christmas»                           | Цукаса Накагава | 4:13         |
| 3. | «Fruit Snow» (フルーツ・スノウ / Team Kenkyuusei) | Рёсукэ Сигэнага | 3:48         |
| 4. | «Chance no Junban» (Off Vocal Ver.)               | Кониси          | 4:19         |
| 5. | «Yoyakushita Christmas» (Off Vocal Ver.)          | Накагава        | 4:13         |
| 6. | «Fruit Snow» (Off Vocal Ver.)                     | Сигэнага        | 3:48         |

## Чарты
| Чарт (2010)   | Наивыс. позиция |
| ------------- | --------------- |
| Oricon Weekly | 1               |